# Fröschengraben

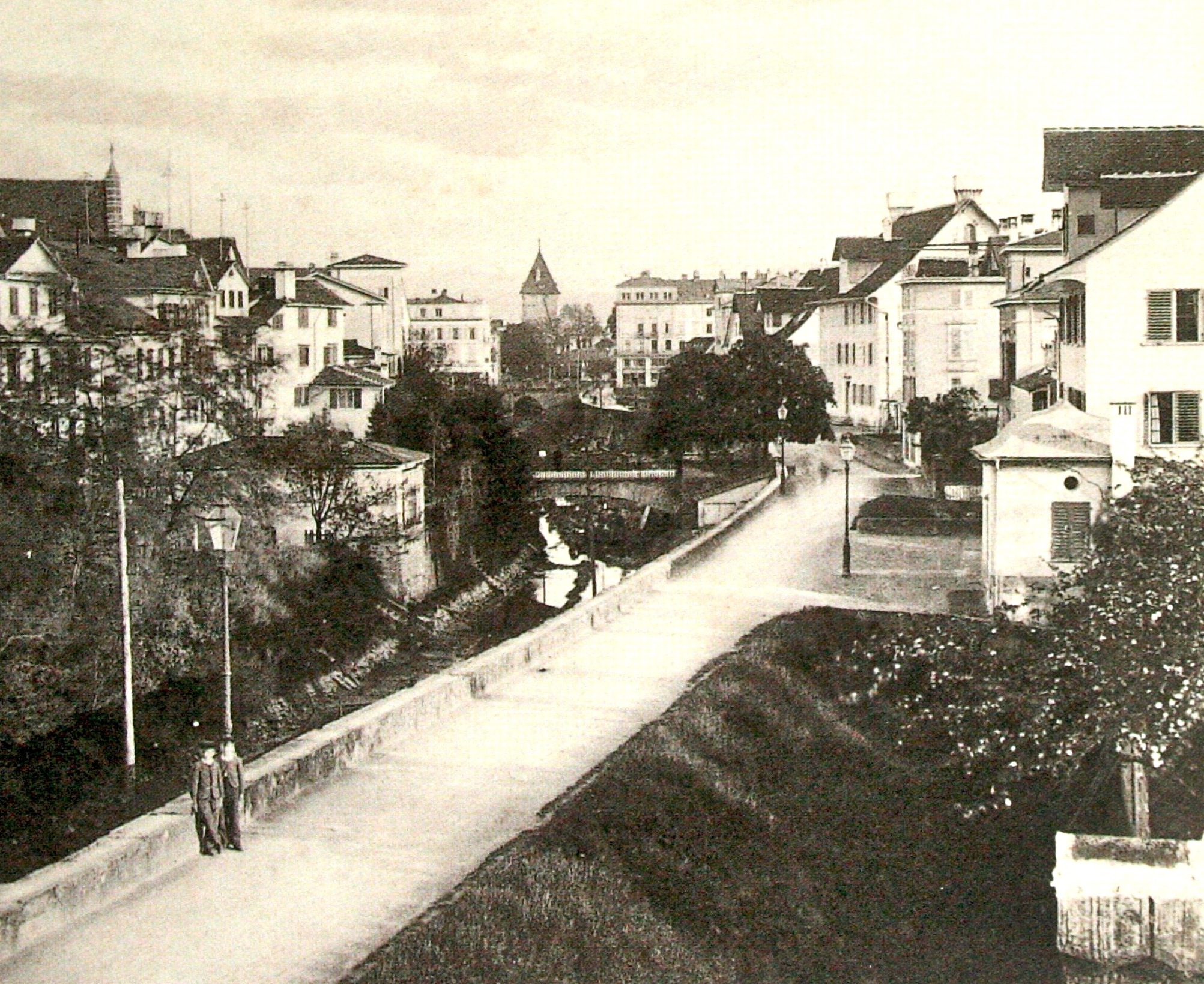
Auf dem Wall im mittleren Abschnitt beim Rennwegtor, im Hintergrund der Kratzturm, vor 1864

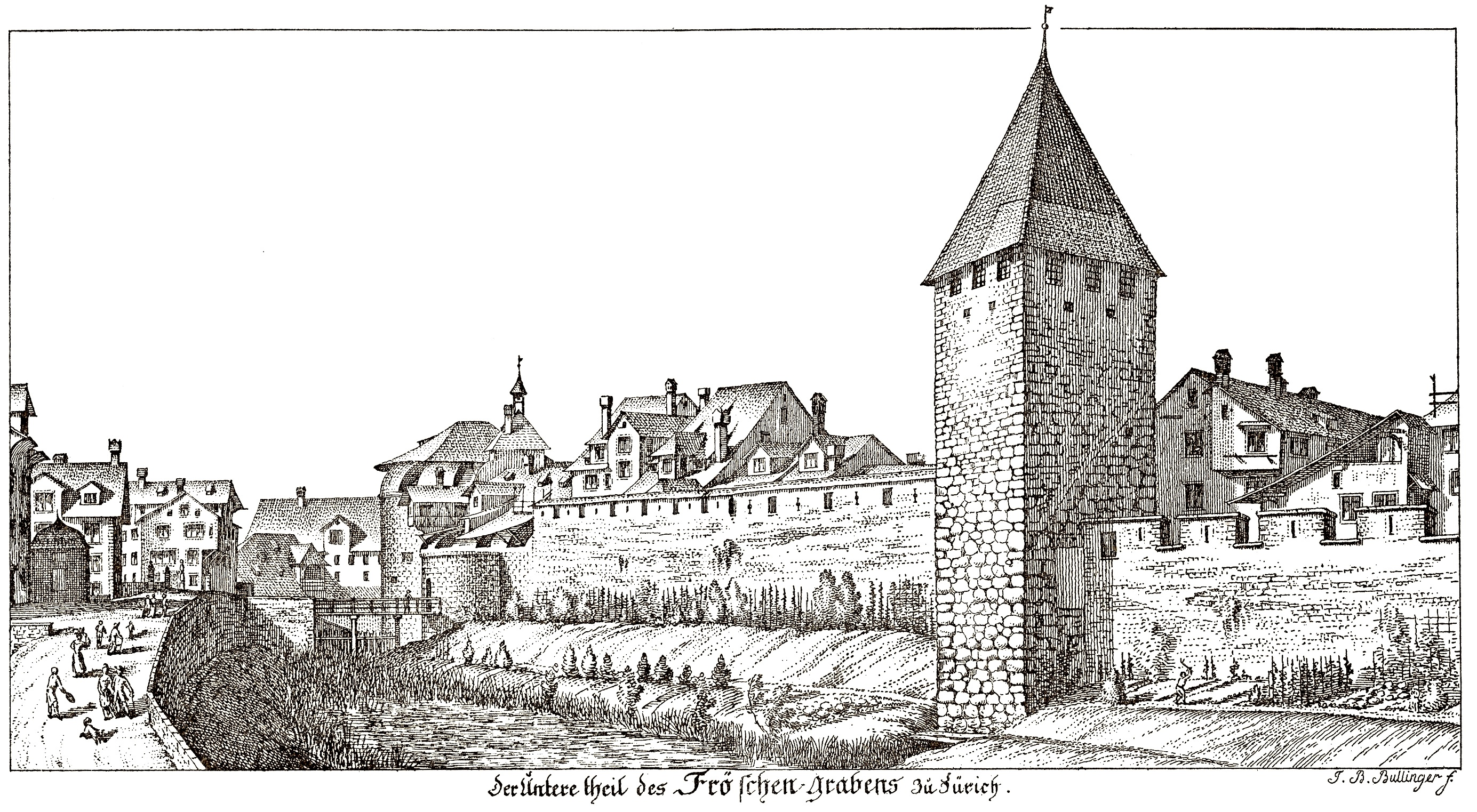
Rennwegbollwerk und Kuttelturm auf einem Stich von Johann Balthasar Bullinger

Der Fröschengraben war ein Wassergraben, der zur zweiten Befestigung der Stadt Zürich aus dem 12. und 13. Jahrhundert gehörte. Er wurde zur Verstärkung der westlichen Stadtmauern angelegt und 1864 zugeschüttet. An seiner Stelle liegt heute die Mittlere Bahnhofstrasse.

## Geschichte
Das bewässerte Grabensystem mit dem innen liegenden Fröschengraben, dem äusseren Sihlgraben und dem dazwischen liegenden Wall erscheint erstmals in der Mitte des 13. Jahrhunderts: 1258 wird ein niuwer Graben erwähnt und 1293 der graben ze Woloshofen türlin. Am äusseren Graben wurde 1300 noch gearbeitet. Auf dem Wall waren ursprünglich Gärten angelegt, 1346 wird ein Haus erwähnt. Im Bereich des äusseren Grabens stand zudem um 1537 das «Sprachhüsli», eine öffentliche Toilette. Im Richtebrief war der Wall vor Beeinträchtigungen geschützt.
Der sich im Laufe der Zeit ansammelnde Schlamm wurde periodisch von Taglöhnern oder im Frondienst ausgeschaufelt, um Geldbussen abzuarbeiten. Der Aushub wurde als Dünger auf die Wiesen beim Kloster Oetenbach ausgebracht.

## Verlauf

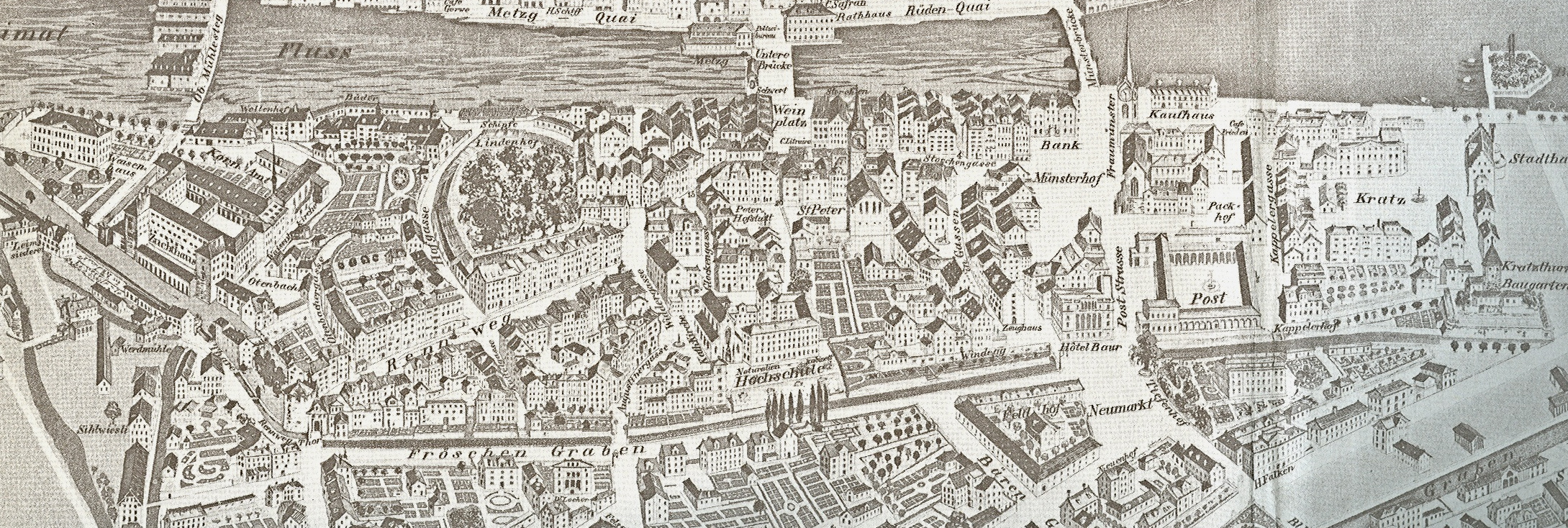
«Malerischer Plan der Stadt Zürich», um 1850 von H.F. Leuthold

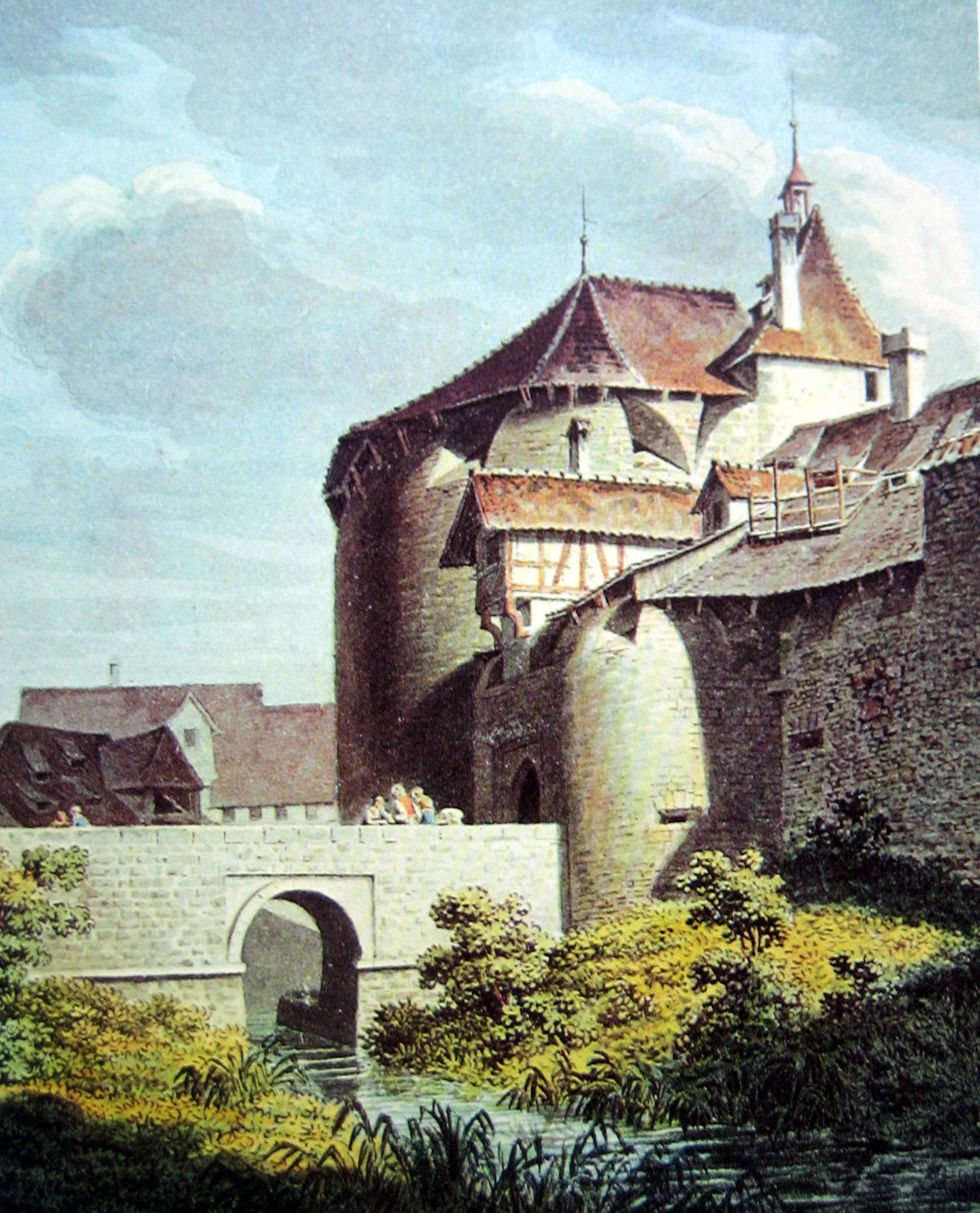
Beim Rennwegtor

Die zweite Stadtbefestigung und dadurch der Verlauf des Fröschengrabens ist durch mehrere Pläne und zeitgenössische Abbildungen sehr gut dokumentiert wie etwa auf dem Murerplan. Der Fröschengraben begann beim Kratzturm auf der Höhe der heutigen Kreuzung der Bahnhofstrasse mit der Börsenstrasse. Er verlief vorerst parallel zur Stadtmauer in nördlicher Richtung bis zum Rennwegbollwerk, heute die Einmündung des Rennwegs in die Bahnhofstrasse. Beim Wollishoferturm wurde 1788 eine hölzerne Brücke gebaut. Die Brücke beim Augustinerbollwerk bestand schon länger, da dort der Hauptdurchgang zur Brücke bei St. Jakob an der Sihl und zur Landstrasse nach Baden lag. Die Holzbrücke beim Rennwegtor wurde 1789 durch eine Steinbrücke ersetzt.
Beim Rennwegtor wandte sich der Fröschengraben nach Nordosten der Limmat zu. Das Wasser stürzte über eine Schleuse in einen schmalen Graben und floss bei den Mühlen am Werdmühleplatz unter dem Oetenbachturm hindurch, wo er sich mit der «Zahmen Sihl» vereinigte und vor dem Oetenbachbollwerk beim Gedeckten Brüggli in die Limmat floss. Die Schleuse diente dazu, im Fröschengraben einen Rückstau durch das Wasser des Sihlkanals zu verhindern, der sich bei den Werdmühlen mit dem Fröschengraben vereinigte.

## Ausmasse
Im Süden beim Kappelerhof war das ganze Grabensystem 36 Meter breit, beim Rennwegtor 42 Meter. Der Fröschengraben allein war 20 – 24 Meter breit, der Wasserlauf 15 Meter. 1848 betrug die Tiefe des gesamten Grabens bei den Tiefenhöfen 4,7 Meter, beim Rennweg 6 Meter. Die Wassertiefe betrug rund 1,2 Meter.

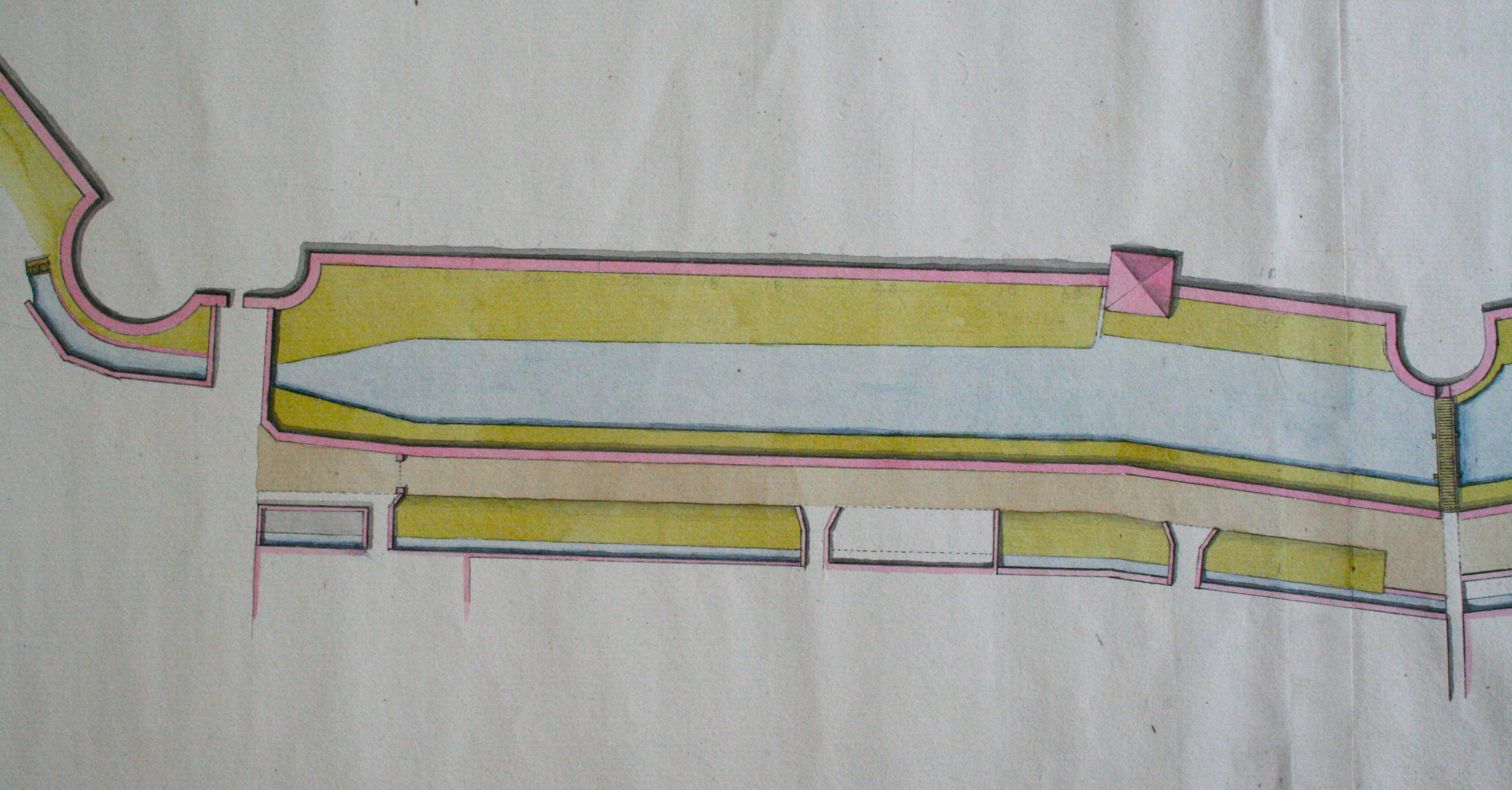
Links Rennweg-, rechts Augustinertor
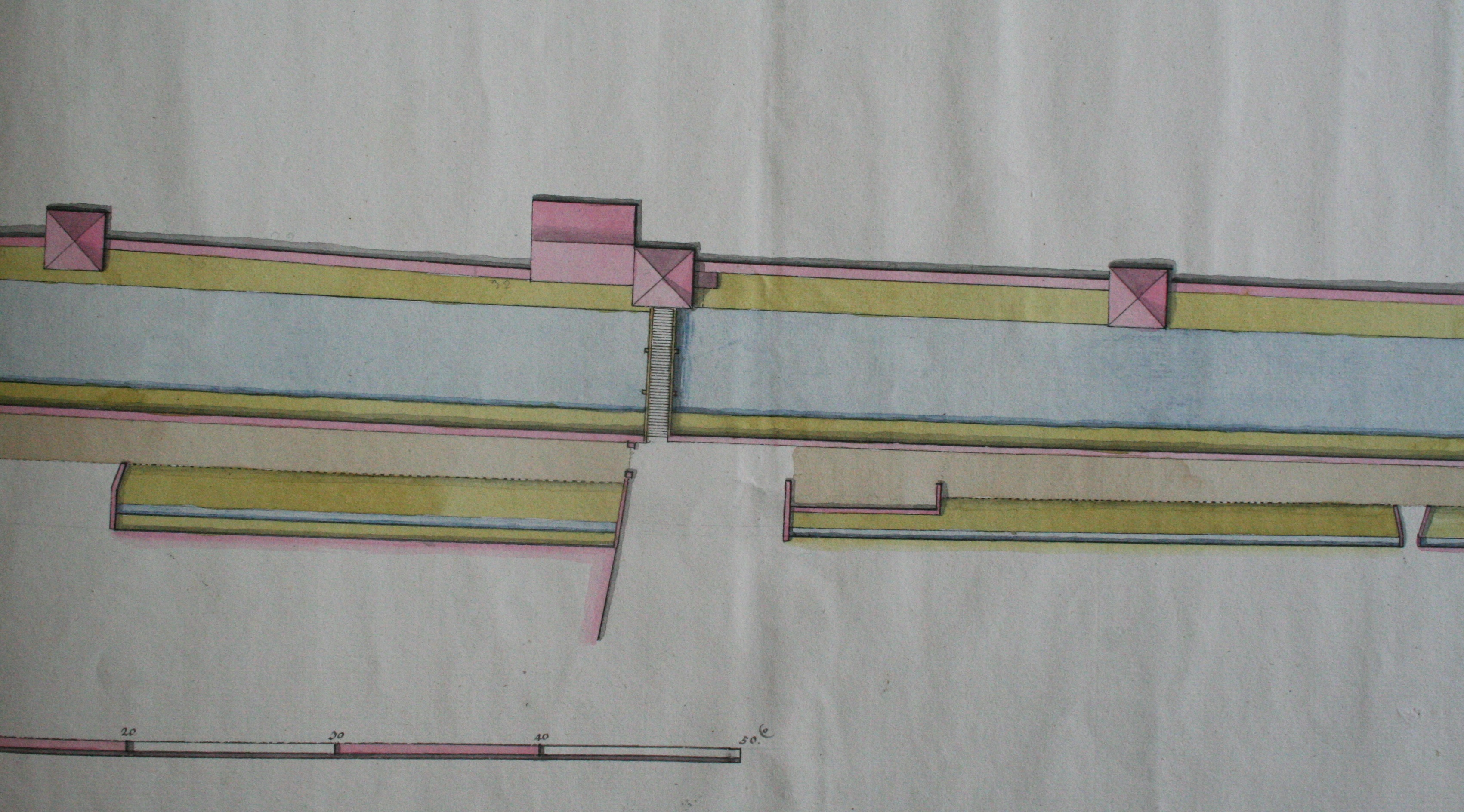
Brücke beim Wollishofertor
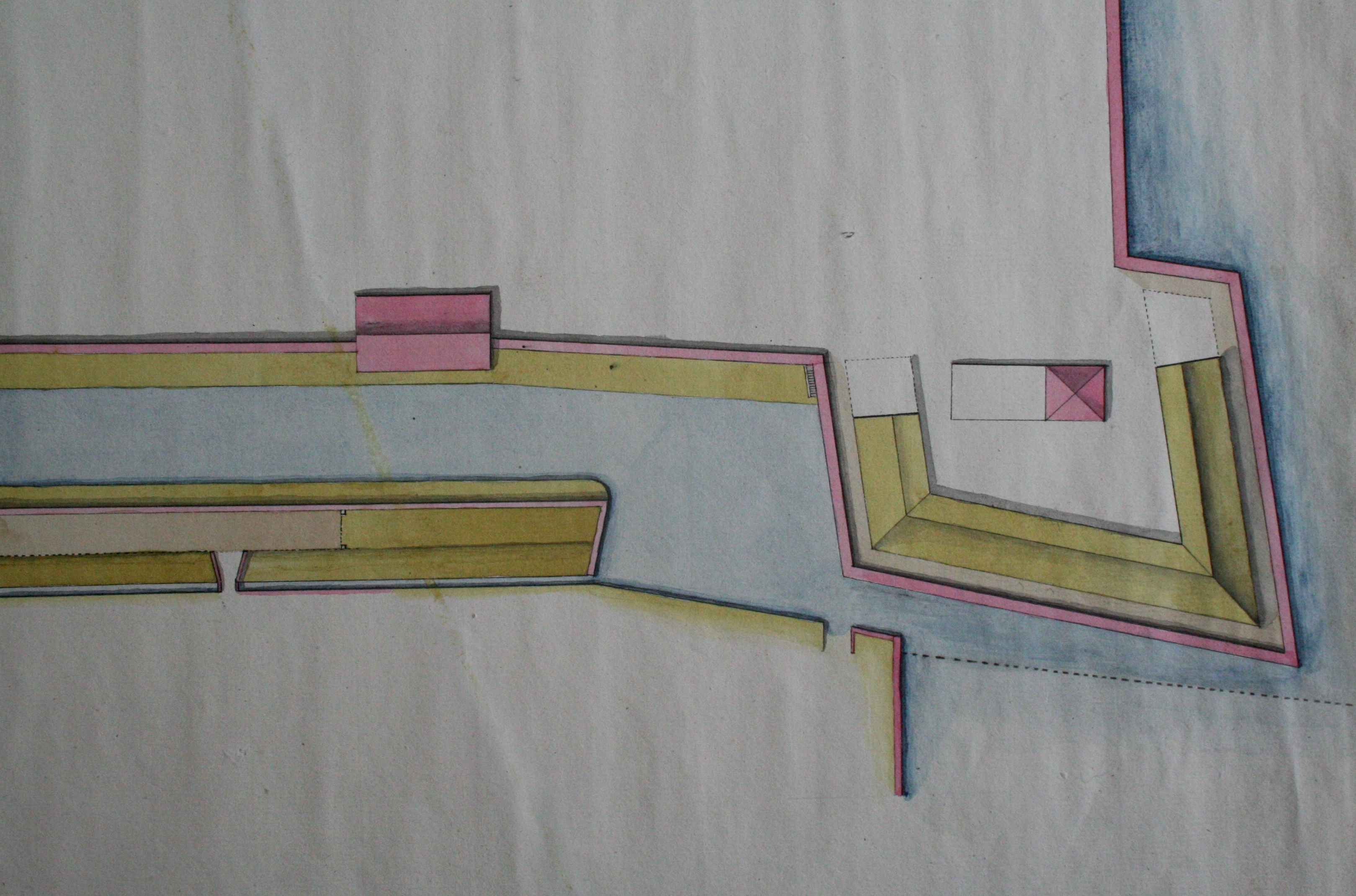
Links Kappelerhof, rechts Kratzturm
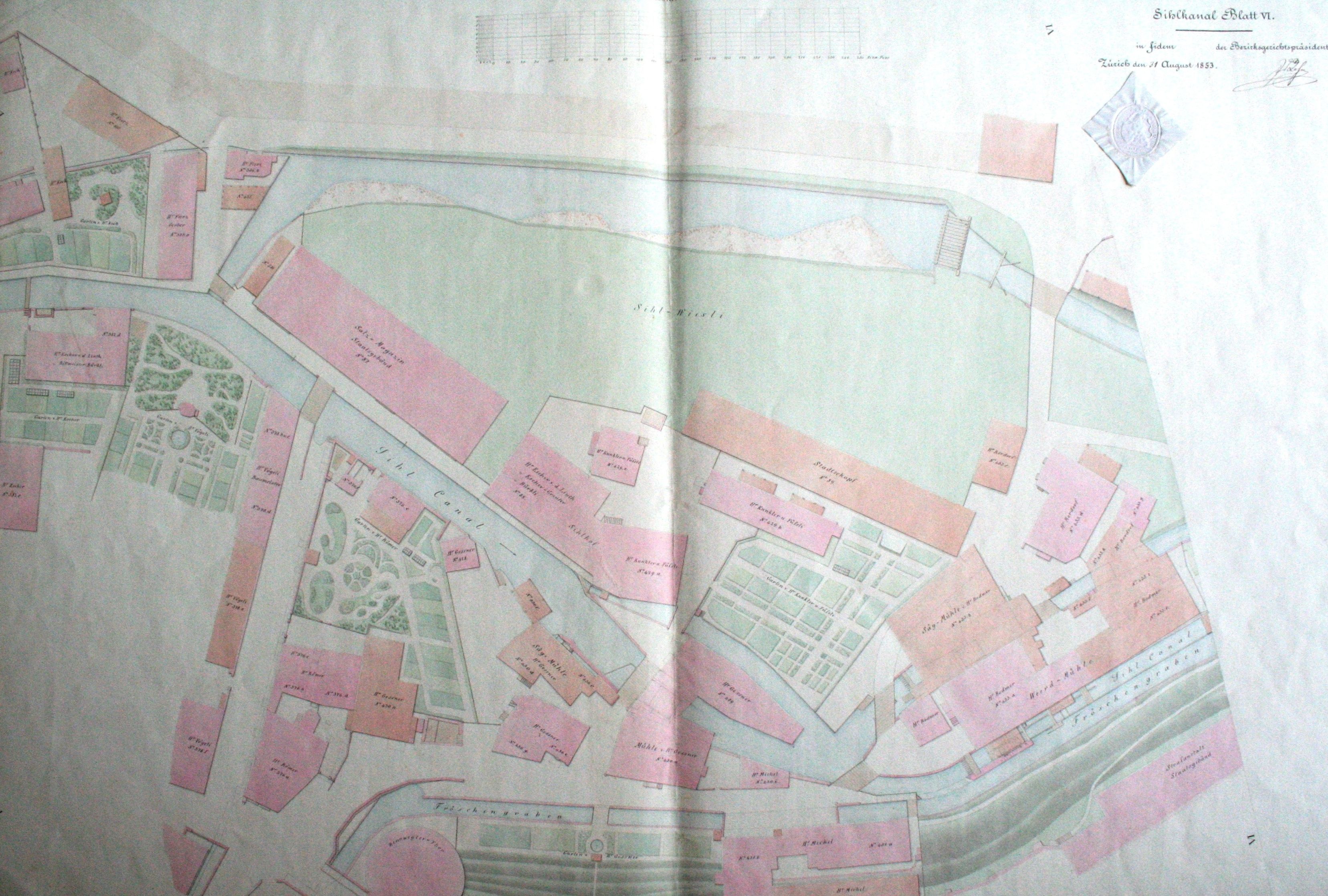
Links unten das Rennwegbollwerk, unten der Fröschengraben, links die unterirdische Abzweigung des Sihlgrabens vom Sihlkanal. Situationsplan 1860

## Der Sihlgraben oder Äussere Graben
Wie auf alten Plänen deutlich zu erkennen ist, verliefen vor der Stadtmauer ursprünglich zwei parallele Gräben, die durch einen Wall voneinander getrennt waren. Der innere, der eigentliche Fröschengraben, wurde durch Wasser aus dem See gespeist und floss nach Norden, der äussere war ein südlicher Arm der «Zahmen Sihl». Er zweigte in der Gegend des heutigen Jelmoli unter dem Boden von der Sihl ab, schloss sich beim Rennwegtor dem Fröschengraben an und floss in entgegengesetzter Richtung dem See zu. Diese getrennten Systeme dienten dazu, bei Hochwasser die Sihl zu entlasten und den Wasserhaushalt zwischen Sihl und Zürichsee auszugleichen. Dieser «Äussere Graben» war von mehreren Holzbrücken überdeckt, verkümmerte jedoch im Laufe der Zeit zu einem schmalen Rinnsal. In der Gegend des heutigen Paradeplatzes wurde er um 1720 zwischen Bärengasse und Tiefenhöfen überdeckt, wodurch sich der «Neue Markt», der heutige Paradeplatz, bis zum Fröschengraben ausdehnen konnte. Um 1800 war der «Äusseren Graben» vollständig aufgefüllt.

## Der Fröschengraben
Schwaches Gefälle, eindringender Seeschlamm und Unrat aus den Abwasserkanälen der linksufrigen Stadt führten dazu, dass sich der Fröschengraben im Laufe der Zeit in einen übel riechenden Sumpf verwandelte. Zu Beginn des 18. Jahrhunderts wurde der Graben erstmals freigeschaufelt, damit er seine Rolle innerhalb des Verteidigungssystems wahrnehmen konnte. 1814–1817 wurde der Graben erneut ausgeschaufelt, erweitert und schiffbar gemacht; an mehreren Stellen wurden steinerne Ufertreppen gebaut. Es war möglich, mit einem Weidling vom See bis zum Rennwegtor zu fahren.
Der Wall zwischen den beiden Kanälen war ein beliebter Platz für Spaziergänge. Er war zuerst mit Weiden, dann mit Nussbäumen bepflanzt. Die Nussbäume uff der Stadt Graben wurden in einer Verordnung des Rates dem besonderen Schutz der Bevölkerung anbefohlen. Aus den Nüssen presste man Lampenöl, das nach altem Brauch der Wasserkirche gehörte. Nach der Reformation wurden die Nussbäume durch Linden ersetzt, von denen die bekannteste, die Tiefenhoflinde, im Alter von gegen 250 Jahren unter grossem Protest am 25. März 1857 gefällt wurde.

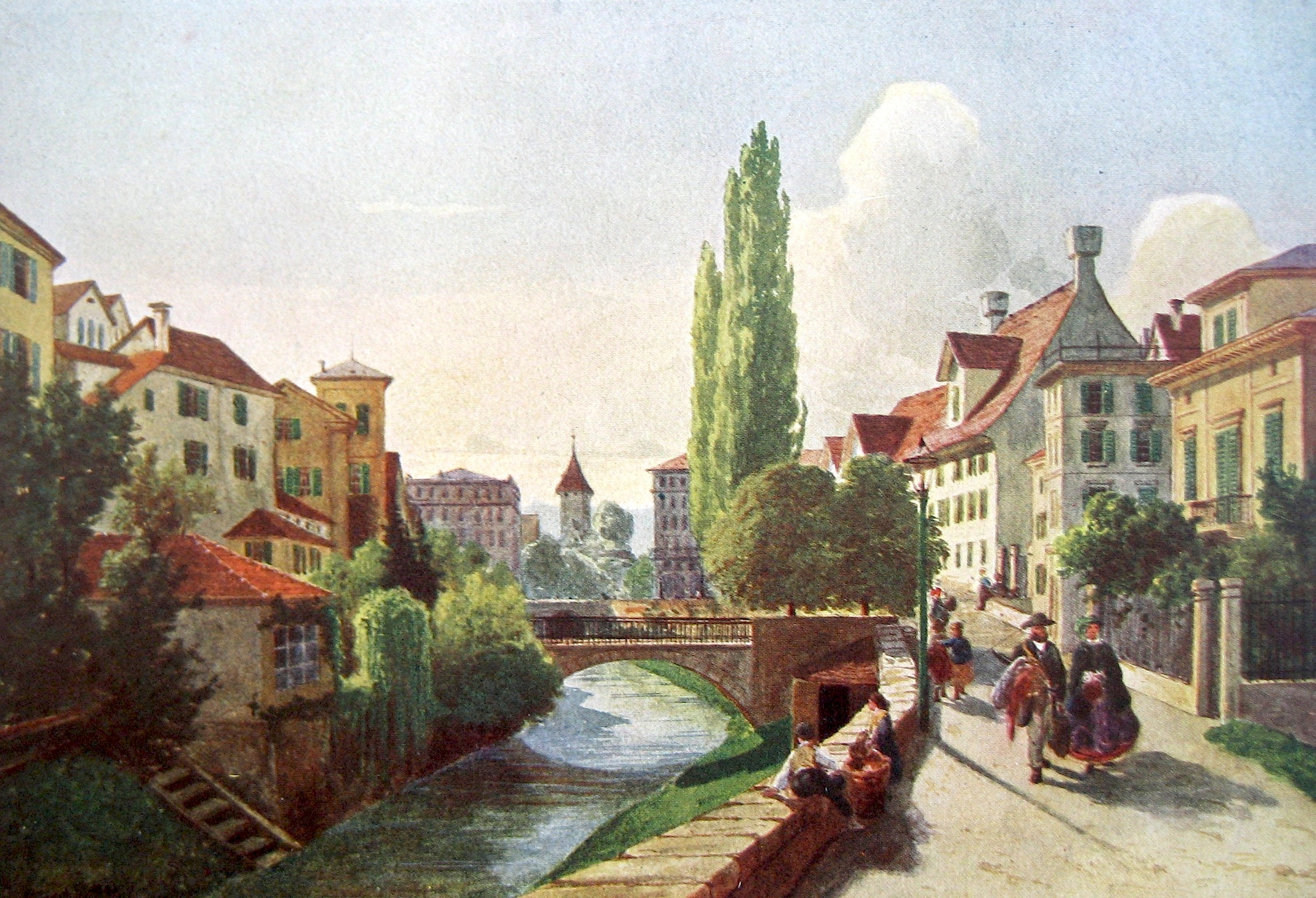
Der Fröschengraben 1860 auf einer Zeichnung von Carl Toechi
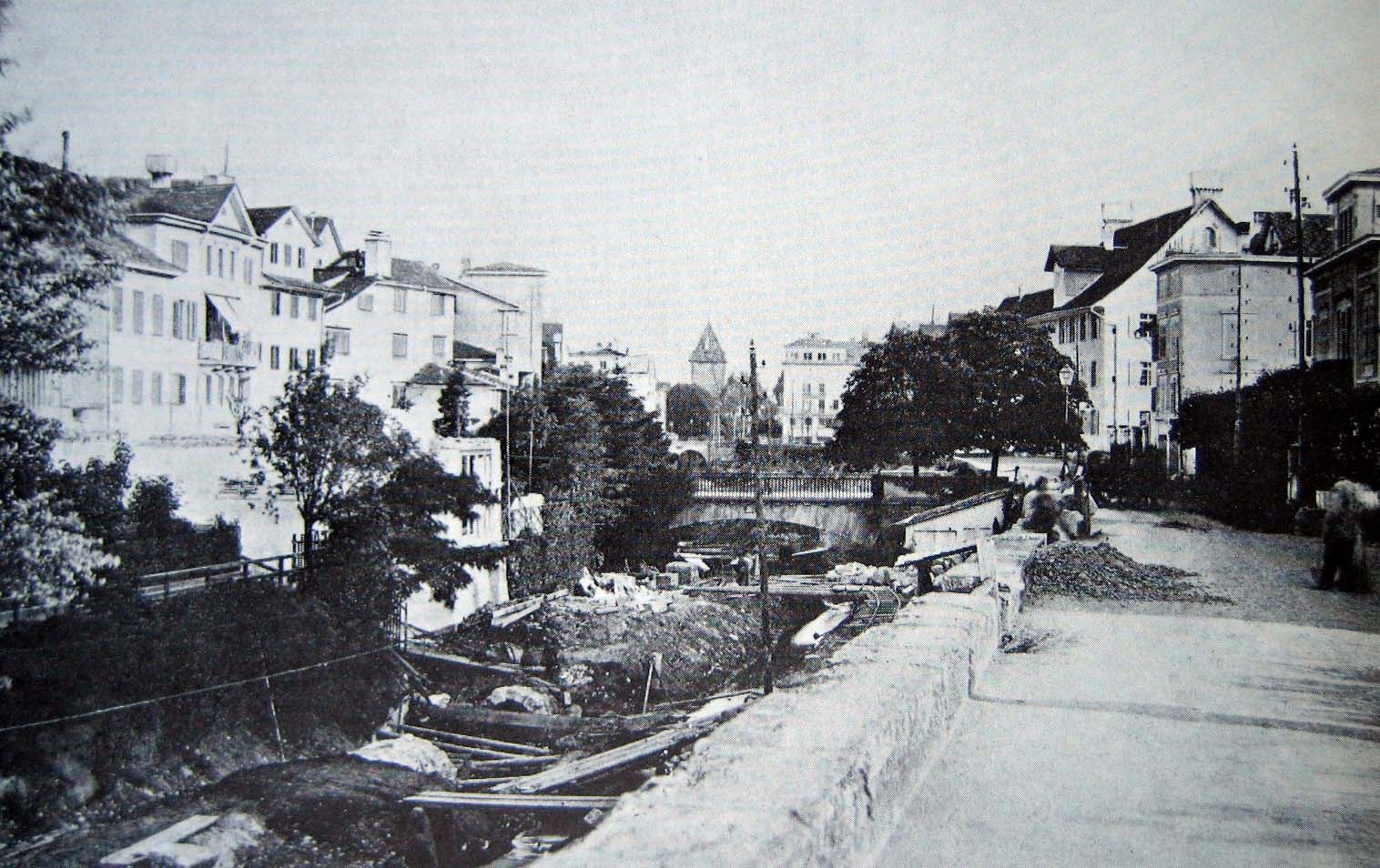
Gleiche Ansicht 1864: Der Fröschengraben wird zugeschüttet
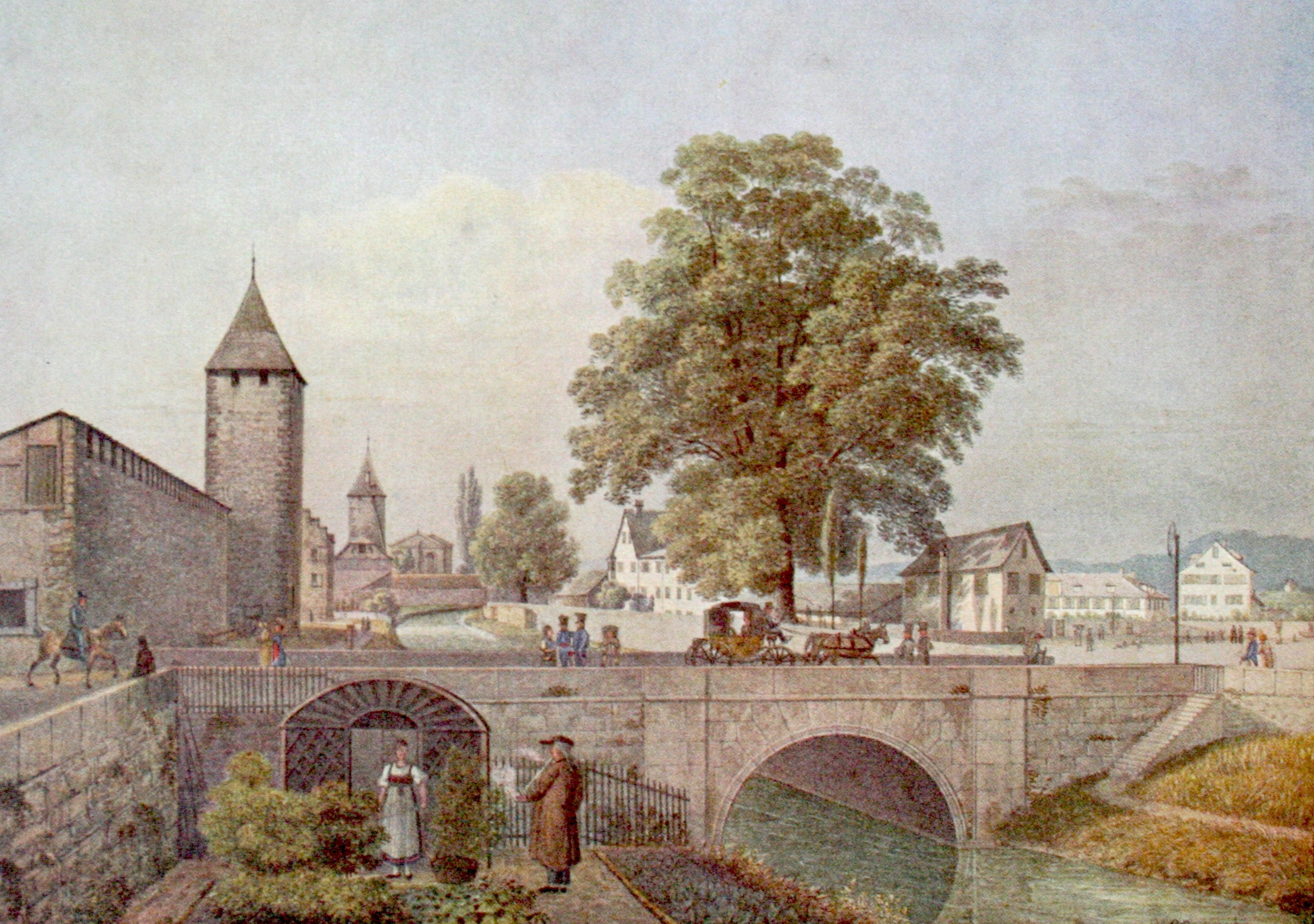
Die Tiefenhoflinde beim Wollishofertor, Blick nach Süden
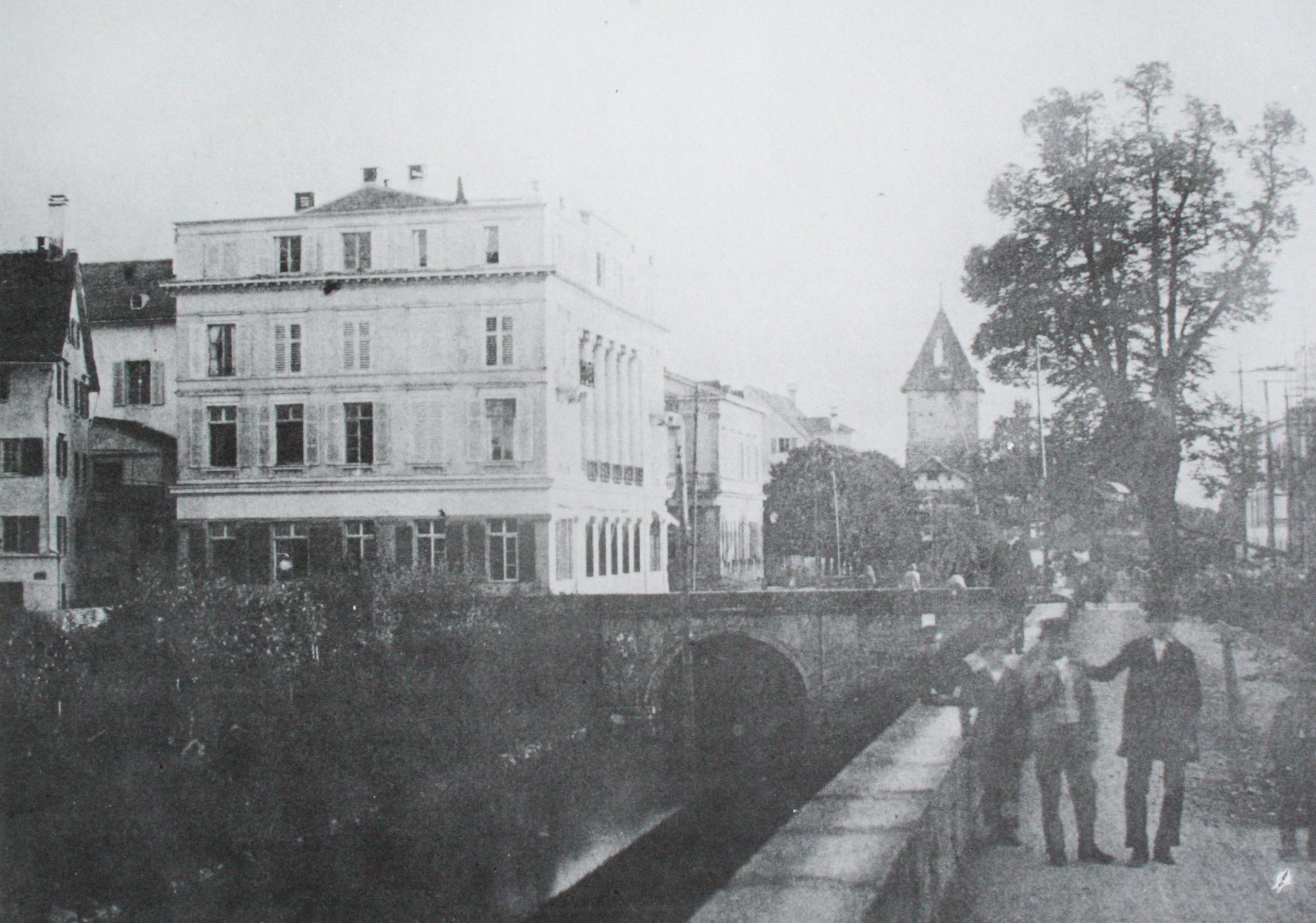
Etwa gleicher Standort 1855. Links das Hotel «Baur en Ville»

## Das Ende des Fröschengrabens
Als 1854 klar war, dass der Bahnhof an der bisherigen Stelle verbleiben sollte, wurde die Planung der Bahnhofstrasse an die Hand genommen. Um eine Verminderung des Wasserabflusses auszugleichen, sollte der Schanzengraben in die Sihl anstatt in die Limmat abgeleitet werden. Die Bauarbeiten begannen Anfang Mai 1864. Nach dem Einziehen eines Abzugskanals in den Fröschengraben für die Abwässer der linksufrigen Stadt wurde im Frühling 1865 mit dem Auffüllen begonnen. Die Rinne wurde mit Kies aus dem vorübergehend trockengelegten Schanzengraben aufgefüllt und das Strassenbett angelegt. Im Herbst 1865 wurde die Bahnhofstrasse eröffnet – der Fröschengraben war Geschichte.